# 水戸市立国田義務教育学校
水戸市立国田義務教育学校（みとしりつ くにたぎむきょういくがっこう）は、茨城県水戸市下国井町にある公立義務教育学校。

## 沿革

### 統合前
- 1873年（明治6年）- 田谷小学校開校
- 1875年（明治8年）- 国井小学校開校
- 1888年（明治21年）- 田谷小学校と国井小学校が合併し国田尋常小学校となる
- 1889年（明治22年）- 国田村が発足し、国田村立国田尋常小学校となる
- 1947年（昭和22年）- 教育基本法・学校教育法が公布され那珂郡国田村立国田小学校となる。新たに那珂郡国田村立国田中学校が設置される。
- 1957年（昭和32年）- 国田村が水戸市に合併し、水戸市立国田小学校・水戸市立国田中学校となる
- 1975年（昭和50年）- 国田小学校創立100周年記念式典
- 1995年（平成7年）
  - 3月6日 - 小・中併設校完成、新校舎に移転
  - 4月1日 - 川津健校長着任（小・中併設初代学校長として）
  - 10月22日 - 小・中併設校移転開校記念式典
- 1998年（平成10年）
  - 6月5日 - 環境庁環境保全功労者等大臣表彰（中）
  - 6月20日 - プール完成
- 2003年（平成15年）
  - 4月1日 - 水戸市教育委員会研究指定校（H15・16）「幼小中連携に関する研究」
  - 8月18日 - 第25回全国中学校ソフトボール大会（札幌市）ベスト8（中）
- 2004年（平成16年）
  - 5月1日 - 全教諭に小中兼務発令
  - 11月20日 - 小中併設10周年記念式典
- 2005年（平成17年）
  - 4月1日 - 水戸市教育委員会研究指定校（H17・18）小中連携授業開始
  - 8月12日 - 第30回関東中学校剣道大会出場（前橋市）（中）水戸市教育委員会研究指定校（H17・18）小中連携授業開始
  - 11月15日 - 茨城県児童生徒科学研究作品展県知事賞受賞（中）
- 2006年（平成18年）
  - 3月31日 - 茨城県教育広報NIE実践コンクール学校賞受賞（小）
  - 7月11日 - 飯富養護学校との交流開始（小）
  - 10月31日 - 茨城県児童生徒科学研究作品展県知事賞受賞（中）
  - 11月15日 - 茨城県税務功労者表彰県知事賞（中）
  - 12月24日 - 日本学生科学賞入選3等生物研究部（中）
- 2007年（平成19年）
  - 4月1日 - 茨城県教育委員会研究指定校「環境教育推進事業」（中）
  - 12月26日 - 日本学生科学賞入選2等生物研究部（中）
- 2008年（平成20年）
  - 10月28日 - 茨城県児童生徒科学研究作品展県議会議長賞受賞（中）
  - 11月22日 - 茨城県緑化コンクール準特選
  - 12月24日 - 日本学生科学賞入選2等生物研究部（中）
- 2009年（平成21年）
  - 3月30日	- 環境省こどもホタレンジャー環境大臣賞（中）
  - 5月18日 - 田植え・稲刈り体験学習開始（小）国田地区自治実践会
  - 8月11日 - 第34回関東中学校剣道大会出場（日本武道館）（中）
- 2010年（平成22年）
  - 3月15日 - ｢JAバンク茨城小・中学校作詩コンクール」学校奨励賞（小）
  - 4月1日 - 三の丸地区との地域協働事業の開始
  - 10月16日 - 茨城県児童生徒科学研究作品展県知事賞受賞（中）
  - 12月24日 - 日本学生科学賞入選3等生物研究部（中）
- 2011年（平成23年）
  - 3月11日	- 東日本大震災（避難所開設）
  - 10月6日	- 小中一貫教育研究発表会
  - 10月28日 - 統計グラフコンクール県知事賞受賞・全国入選（小中）
  - 11月28日 - 全国野生生物保護実績発表会全国鳥類保護連盟会長賞（中）
- 2012年（平成24年）
  - 10月23日 - 茨城県児童生徒科学研究作品展県教育長賞受賞（中）
  - 12月11日 - げんでん科学技術振興事業科学技術振興大賞受賞（中）
- 2013年（平成25年）
  - 1月18日 - 小中一貫教育全国サミットin京都において実践発表
  - 1月23日 - 統計グラフコンクール県教育長賞受賞（小中）
  - 12月6日 - げんでん科学技術振興事業科学技術振興大賞受賞（中）
- 2014年（平成26年）
  - 1月22日 - 統計グラフコンクール県議会議長受賞（小中）・全国入選（小）
  - 4月1日 - 国田幼稚園が移転・小規模特認校に指定
  - 12月5日 - 第17回げんでん科学技術振興事業奨励賞（中）
  - 12月24日 - 第58回日本学生科学賞優秀賞（中）
- 2015年（平成27年）
  - 1月21日 - 茨城県統計グラフコンクール茨城新聞社長賞（小中）全国統計グラフコンクール佳作（中）
  - 2月7日 - 小中併設20周年記念式典
  - 10月31日 - 愛唱歌「さわやか国田の子」完成披露
  - 11月19日 - 水戸市教育委員会研究指定校（H26・27）ICT研究発表会
- 2016年（平成28年）
  - 2月5日 - 第61回青少年読書感想文全国コンクール学校賞（小）

### 統合後
- 2016年（平成28年）[1]
  - 4月1日 - 義務教育学校（さわやか国田学園）としてスタート
  - 4月8日 - 第1回国田義務教育学校入学式
  - 8月8日 - 第44回関東中学校卓球大会出場
  - 10月26日 - 茨城県中学校新人体育大会卓球競技の部女子団体優勝
- 2017年（平成29年）
  - 3月10日 - 第1回国田義務教育学校卒業式
  - 8月8日 - 第45回関東中学生卓球大会出場
- 2018年（平成30年）
  - 8月8日 - 第46回関東中学生卓球大会出場
  - 11月9日 - 全国小学校理科研究協議会研究大会
- 2019年（令和元年）10月1日 - いきいき茨城ゆめ国体エキジビジョンタグラグビー参加

## 教育目標
9年一貫教育を通して、人のために役立つ人間を育成する国田教育の推進
- 自ら考え、自ら行動できる力をもった知性豊かな児童生徒の育成
- 礼儀正しく、勤労を貴び、他を思いやる情操豊かな児童生徒の育成
- 丈夫でねばり強い心身ともにたくましい健康な児童生徒の育成

## アクセス
公共交通機関
- 茨城交通「水戸駅〜下江戸系統」で、「国田学校前」停留所下車後、
  - 水戸駅北口行のりばから、徒歩約370メートル・約6分。
  - 下江戸行のりばから、徒歩約390メートル・約6分。

車
- 常磐道水戸北スマートICより、
  - 上り線出入り口から、約2 km・約3分。
  - 下り線出入り口から、約2.6 km・約5分。